# Sophie Lewis
Sophie Lewis   (Viena) és una acadèmica i teòrica coneguda per les seves idees radicals sobre l'abolició de la família nuclear i l'ús de la gestació subrogada a escala social. Lewis ha publicat dos llibres amb Verso Books: Full Surrogacy Now: Feminism against the Family (2019) i Abolish the Family: A Manifesto for Care and Liberation (2022).
Lewis resideix a Filadèlfia, és investigadora visitant al Center for Research in Feminist, Queer, and Transgender Studies (FQT Center) de la Universitat de Pennsilvània i fa classes al Brooklyn Institute for Social Research.

## Trajectòria
Lewis va estudiar a la Universitat d'Oxford, obtenint-hi un Bachelor of Arts en Filologia Anglesa i un màster en Política Ambiental. Després va fer un màster a The New School de la ciutat de Nova York i el doctorat a la Universitat de Manchester. La seva tesi doctoral, titulada Cyborg Labour: Exploring Surrogacy as Gestational Work, tracta l'economia política de la indústria de la subrogació.
A Full Surrogacy Now, Lewis argumenta que tota gestació és treball a causa de l'esforç que exigeix a les dones embarassades, sovint referint-se a l'embaràs com a «esport extrem». Hi defensa un futur en què la gent no visqui a les llars nuclears privades que coneixem avui, sinó que es cuidin mútuament en xarxes comunitàries més grans. Jessica Weinberg a The New Yorker va argumentar que el llibre falla en no tenir en compte la «misteriosa diversitat d'amor» que només pot oferir la maternitat biològica. Nivedita Majumdar a Jacobin va considerar «l'hostilitat dogmàtica de Lewis a la relació progenitor-fill».
En la seva ressenya d'Abolish the Family, Antonella Gambotto-Burke va qualificar l'obra d'«hereva legítima» del llibre de 1970 de Shulamith Firestone, The Dialectic of Sex: the Case for Feminist Revolution, un llibre segons ella d'«idiotisme flagrant». Descriu la proposta de Lewis com una utopia on les dones «s'alleugen de la càrrega de les seves pròpies incapacitats» i suggereix que Lewis no entén que factors diferents del caràcter estructural de la família poden provocar la «infelicitat extrema» en les famílies que Lewis reclama.

## Obra publicada
- Lewis, Sophie. Full Surrogacy Now: Feminism Against Family.  Verso Books, 2019. ISBN 978-1-78663-731-4. OCLC 1127958624.
- Lewis, Sophie. Abolish the Family: A Manifesto for Care and Liberation.  Verso Books, 2022. ISBN 9781839767197.